# Conescharellina
Conescharellina är ett släkte av mossdjur. Conescharellina ingår i familjen Biporidae.
Släktet Conescharellina indelas i:
- Conescharellina abnormis
- Conescharellina africana
- Conescharellina angulopora
- Conescharellina angustata
- Conescharellina atalanta
- Conescharellina biarmata
- Conescharellina breviconica
- Conescharellina brevirostris
- Conescharellina cancellata
- Conescharellina catella
- Conescharellina cognata
- Conescharellina concava
- Conescharellina conica
- Conescharellina crassa
- Conescharellina depressa
- Conescharellina diffusa
- Conescharellina dilatata
- Conescharellina distalis
- Conescharellina eburnea
- Conescharellina ecstasis
- Conescharellina elongata
- Conescharellina grandiporosa
- Conescharellina jucunda
- Conescharellina lacrimula
- Conescharellina laevis
- Conescharellina longirostris
- Conescharellina lunata
- Conescharellina magniarmata
- Conescharellina milleporacea
- Conescharellina multiarmata
- Conescharellina nanshaensis
- Conescharellina obliqua
- Conescharellina obscura
- Conescharellina ovalis
- Conescharellina pala
- Conescharellina papulifera
- Conescharellina parviporosa
- Conescharellina perculta
- Conescharellina petaliformis
- Conescharellina philippinensis
- Conescharellina plana
- Conescharellina pustulosa
- Conescharellina rectilinea
- Conescharellina stellata
- Conescharellina striata
- Conescharellina symmetrica
- Conescharellina transversa